# Александрийский мусейон

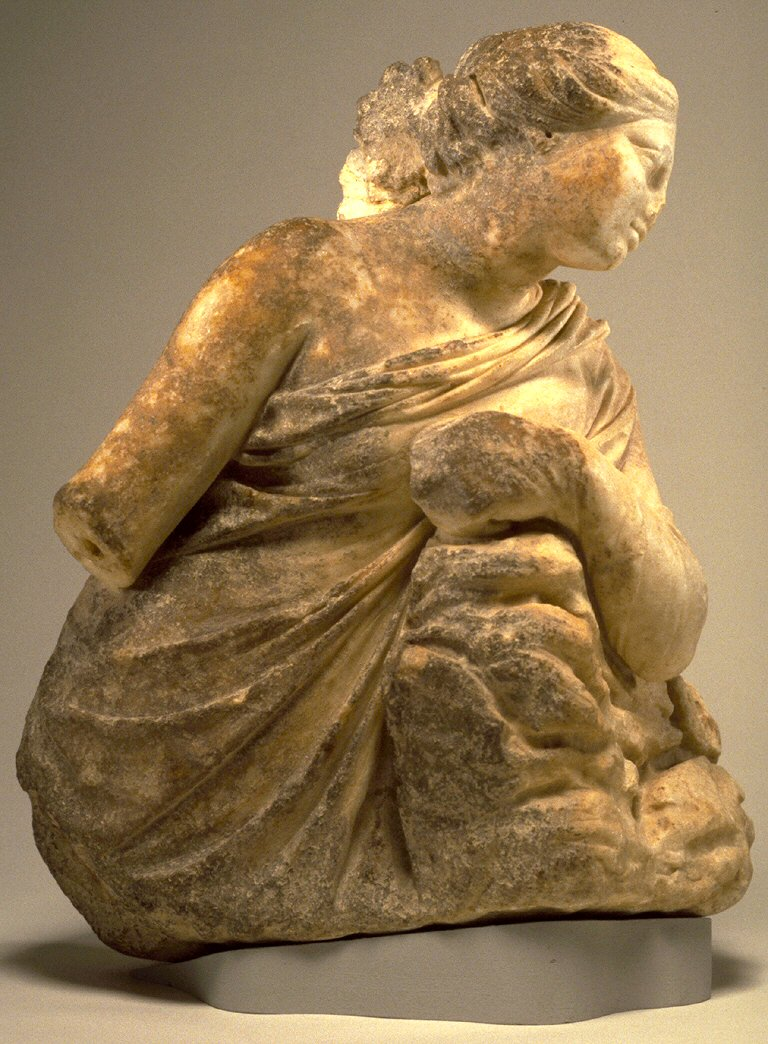
Эллинистическая статуя музы (возможно, Полигимнии). Художественный музей Уолтерса

Александри́йский мусе́йон (или Александрийский музей; др.-греч. Μουσεῖον τῆς Ἀλεξανδρείας) — религиозный, исследовательский, учебный и культурный центр эллинизма; храм Муз. Основан в начале III века до н. э. при Птолемее Сотере по инициативе Деметрия Фалерского, находился на государственном обеспечении. В состав мусейона входила обширная Александрийская библиотека, организованная в этот же период. Учёные, принятые в сотрудники мусейона, занимались натурфилософией, математикой, астрономией, географией, медициной, теорией музыки, лингвистикой и другими науками. Роль мусейона — культурная и религиозная — сохранилась и в эпоху римского завоевания. На базе храма возник неоплатонизм, в котором культ муз играл существенную роль. Мусейон был единственным античным храмом муз, который непрерывно функционировал не менее 800 лет. В III веке его жрецы-учёные встали в оппозицию Александрийской школе, и по мере христианизации Римской империи мусейон утратил религиозные функции, оставшись только светским учреждением. Последним его учёным, известным по имени, был Теон Александрийский, скончавшийся около 405 года. Существуют свидетельства того, что мусейон в том или ином виде продолжал действовать вплоть до VII века,  но точная дата прекращения его деятельности неизвестна.

## Терминология
Термин «мусейон» (др.-греч. μουσεῖον) в изначальном употреблении обозначал один из традиционных типов греческого святилища и использовался в одном ряду с Герайоном (др.-греч. Ἡραῖον) — храмом Геры, Серапеумом (др.-греч. Σεραπείον) и прочими. Однако в древнегреческом языке «мусейон» был тесно связан с «собранием» в широком смысле; этим термином могли обозначать хоровод муз, однако Платон в «Федре» (267b) именует так «собрание [умных] речей» (др.-греч. μουσεῖα λόγων). Алкимадант Элейский пользовался термином «Мусей природы», в этом качестве его цитировал Аристотель («Риторика», 1406a, 25). У Афинея (V, 187d) термин приобретает более современное значение: «Мусеем Эллады» образно именуются Афины, в которых накопилось огромное количество статуй, картин, книг и прочих культовых и исторических памятников. Применительно к Александрии у Афинея (I, 22d) появляется ироническое сравнение учёных и литераторов, содержавшихся Птолемеевским двором, с «откармливаемыми редкими птицами в вольере» (др.-греч.  πολυτιμότατοι ὄρνιθες).
Со временем термин «мусейон» сделался наименованием музыкально-художественной и научно-исследовательской деятельности, поскольку в Элладе классической эпохи она разворачивалась при храмах муз. Празднества и творческие соревнования также организовывались при святилищах, их материальные воплощения — в том числе тексты произведений и призы — посвящались музам и хранились в храме. Культ муз отправлялся во всех философских школах классической Античности, начиная с пифагорейской. Платон в «Федоне» (61a) прямо причислил философию к мусическим искусствам; перипатетики включили в этот ряд естествознание и медицину. Достижения каждого вида деятельности отражались в коллекциях, с сакральными целями собираемых при каждом мусее. Хотя от этого слова происходит современный термин «музей», мусейон, в отличие от современных музеев, не занимался выставками каких-либо экспонатов и их целенаправленным собиранием. Тем не менее накопленные в Афинском, а затем и в Александрийском мусейоне коллекции стали обеспечивать образовательный и исследовательский процесс. Мусеи могли быть и местами досуга, поскольку это привлекало в храм публику.

## История

### Обстоятельства создания

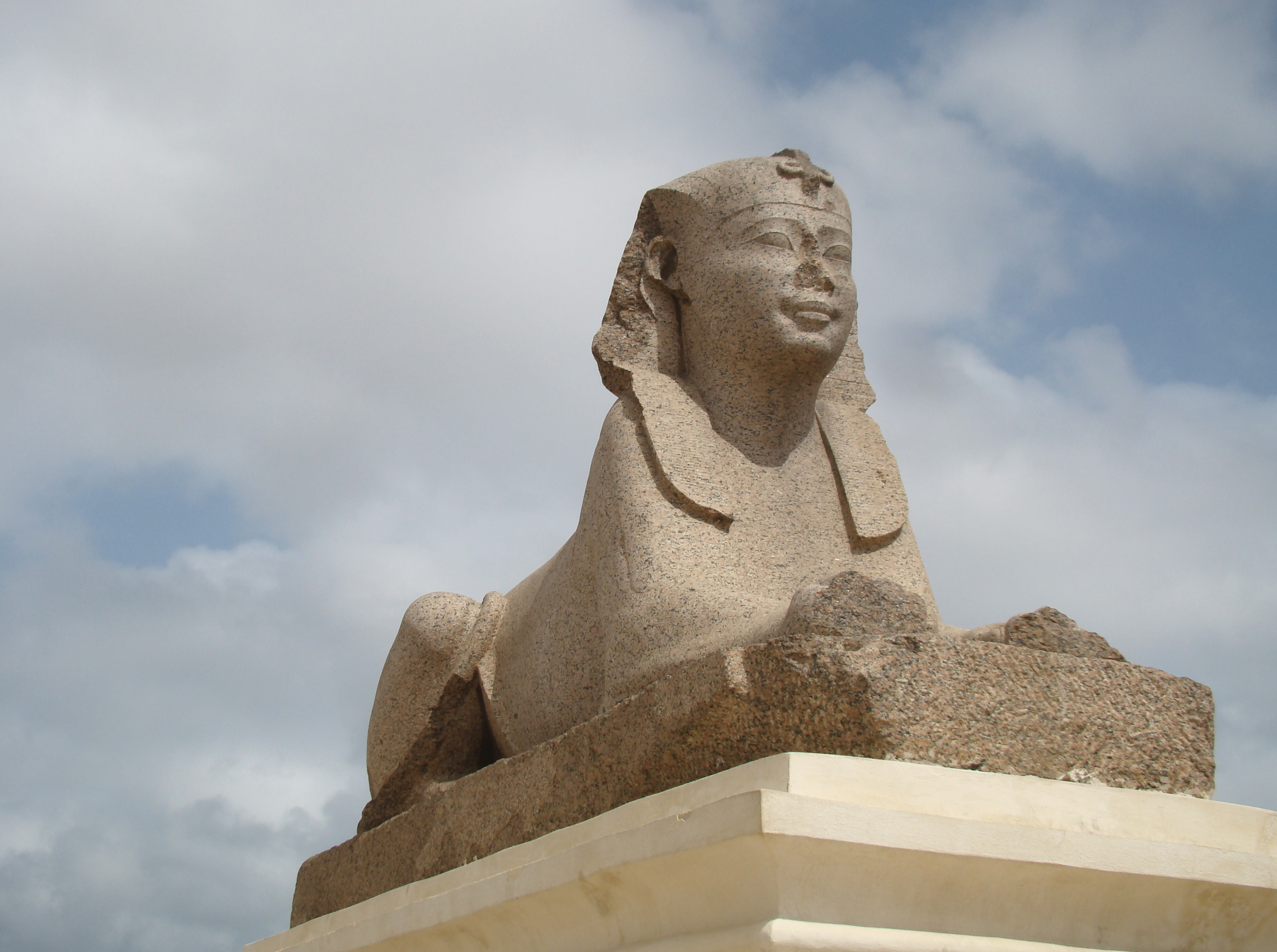
Сфинкс в Серапеуме. Фото 2009 года

Александрийский мусейон признаётся высшим достижением традиции античных мусеев; одновременно он тесно связан с исследовательской и политической программой Аристотеля. В аристотелевской «Политике» (VII, 9, 1-4) содержится описание идеального города, в котором выделена отдельная территория для национальных мест почитания богов и героев, залы общественных трапез, гимнасиев и произведений искусства. По-видимому, эта теория повлияла на планировку александрийского квартала Брухейон, с его царскими дворцами, мусейоном, храмами, театром и прочим. Было и существенное отличие от идей Аристотеля: на первом месте в политике Птолемеев было придание святости новой столице в глазах не только эллинов, но и всех подвластных народов. Поэтому в Александрии был учреждён универсальный культ Сераписа с новым храмом. В дополнение к основной Александрийской библиотеке, которая находилась рядом с мусейоном, в Серапеуме (храме Сераписа), располагалась ещё одна библиотека поменьше, которая, возможно, была открыта для других лиц, в отличие от более специализированной библиотеки для учёных в мусейоне. Храм располагался на искусственной возвышенности в центре египетского квартала; по описанию Аммиана Марцеллина (XXII, 15), «Серапей, украшенный широчайшими атриями и колоннадами, живыми образами статуй, настолько выделялся великолепием своей отделки и украшений, что после Капитолия, навеки прославившего досточтимый Рим, нет ничего, что могло бы считаться более выдающимся во всей вселенной».
С точки зрения древнегреческой религии именно Египет более всего напоминал святую землю, поскольку считался убежищем от Тифона олимпийских богов, принявших там зооморфный образ, что облегчало отождествление собственных божеств с египетскими. Эта же мифологема объясняла облик египетских божеств, а также утверждала теорию, что египтяне научились мудрости непосредственно от олимпийцев и сохранили их первоначальное почитание, тогда как эллины вынуждены заново ему учиться (Тимей, 22b). Мусические искусства египтянам, по преданию, передал Аполлон, отождествляемый с Гором Бехдетским.
Ещё при основании Александрии её ядром был священный комплекс, полностью повторявший древнегреческие святилища. При жизни Александра Македонского был начат храм Исиды, которая отождествлялась с Герой и всеми возлюбленными Зевса — Деметрой, Ио, Персефоной. Греками Исида почиталась как богиня-мать, небесная царица (в этом качестве могла рассматриваться и Мнемосина). Рядом располагался Паней, по описанию Страбона (XVII, 1, 10) включавший искусственную гору, напоминавшую по форме «сосновую шишку»; точное его местоположение неизвестно. Сюда же Птолемей распорядился перенести тело Александра Великого. Царские дворцы не отделялись от святилищ, поскольку в эллинистическом Египте очень рано возник царский культ, неотделимый от соответствующих ритуалов.

### Эллинистический период

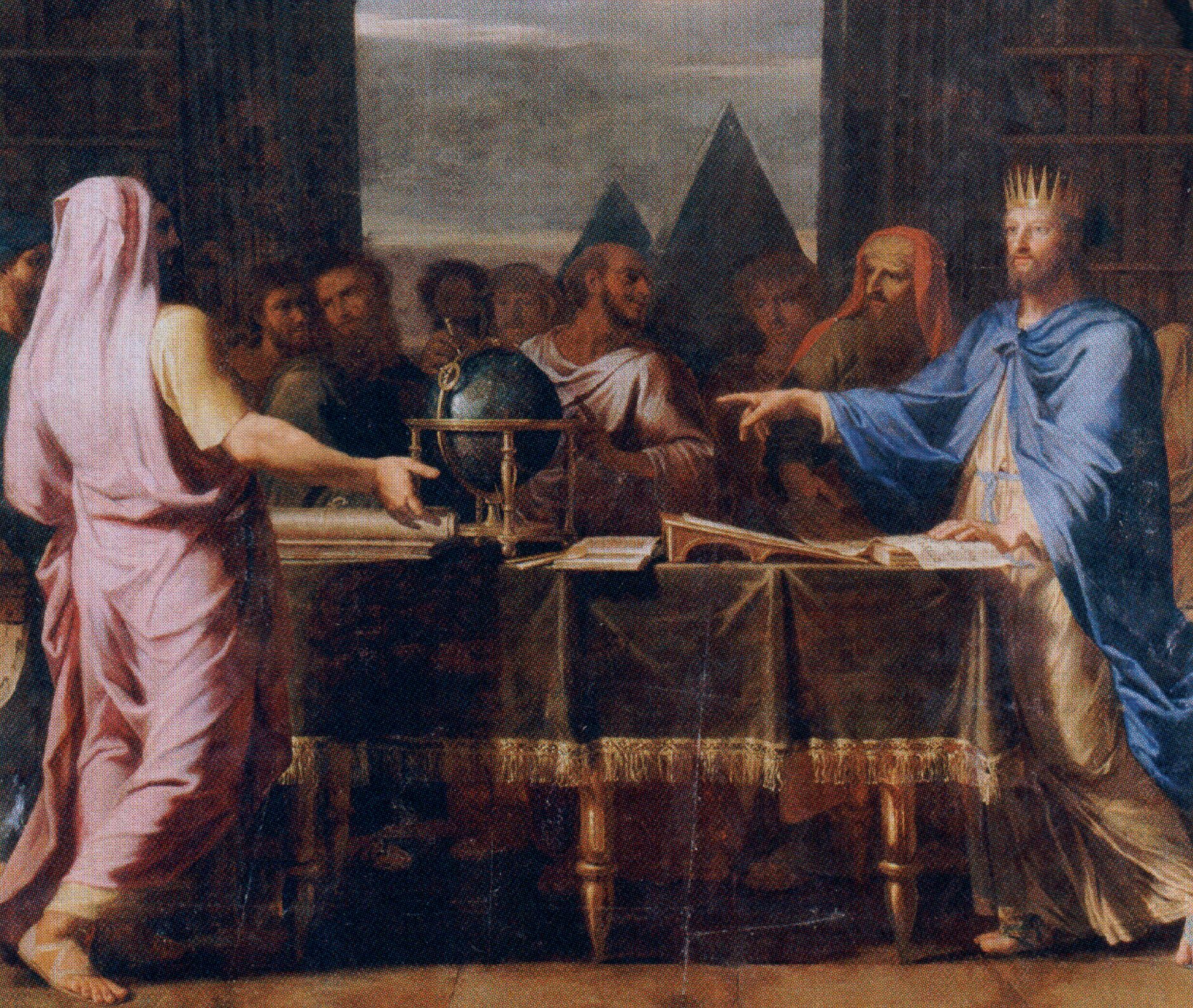
Жан-Батист де Шампань. Царь Птолемей Филадельф повелевает 72 старцам перевести Библию в Александрийском мусейоне. Картина 1672 года, Версаль

Основателем мусейона и библиотеки был Птолемей I Сотер, что следует из рассказа Плутарха (Non posse suaviter vivi, 13, 3). Важную роль в формировании концепции мусейона сыграл Деметрий Фалерский, который прибыл в Египет между 297 и 294 годами до н. э., будучи к тому времени очень мистически настроенным; по сообщению Диогена Лаэртского (V, 76), он стал горячим поклонником культа Сераписа. Немалую роль сыграл, по-видимому, и Стратон. Однако существующие источники не позволяют определить точную дату основания мусея, и очевидно, что собирание коллекций, круга учёных и библиотеки было длительным процессом, который продолжался и всё царствование Птолемея Филадельфа. Согласно К. Белоху, достаточно обоснованной датой может быть вторая половина 290-х годов до н. э. Впрочем, в схолиях Иоанна Цецеса — византийского эрудита XII века — все организационные мероприятия по мусейону и библиотеке приписаны Птолемею Филадельфу, что отражает, прежде всего фольклорную традицию. Эта традиция возникла очень рано: уже Иосиф Флавий сообщал, что при царе состоял некий старец, без советов которого он не делал никаких дел («Иудейские древности», XII, 1). Э. Парсонс, комплексно рассмотрев источники, выделил три этапа в становлении комплекса мусейона и библиотеки. Начало собирания книг и приглашение учёных относится к царствованию Птолемея Сотера и осуществлялось Деметрием Фалерским и «другими советниками». Дальнейшая деятельность осуществлялась в царствование Птолемея Филадельфа Александром Этолийским, Зенодотом и Ликофроном — в первую очередь это создание ботанического и зоологического садов, медицинской школы, конструирование сложных автоматических устройств. Наконец, коллекции и книжное собрание Серапея были обустроены при Птолемее III Эвергете. Накопление художественных произведений и иноземных диковин продолжалось вплоть до времён Клеопатры, которой Марком Антонием были подарены коллекции Пергамского мусейона и библиотеки. Пространственно мусейон мог расширяться только до разгрома, устроенного в 145 году до н. э.  Птолемеем Фисконом и направленного против всей александрийской интеллигенции, не поддержавшей его восхождение на престол.
В общем, история мусейона известна приблизительно и фрагментарно. Наивысший расцвет в его деятельности наблюдался при первых Птолемеях, примерно до конца III века до н. э. В те времена глава мусея и библиотеки был одновременно и воспитателем наследника престола. Птолемей Филадельф учредил мусические игры в честь Аполлона и муз, на которых выдающимся писателям присуждались награды, о чём сообщал Витрувий в предисловии к VII книге своего трактата. После гонений Птолемея Фискона во главе библиотеки встал один из военачальников царя — Кидас (сведения об этом содержатся в одном из Оксиринхских папирусов), и в целом до времён правления Клеопатры мусейон вступил в стабильную пору своего существования. Собрания и здания мусея сильно пострадали во время гражданской войны 48—47 годов до н. э., когда в Александрии находился Юлий Цезарь. В результате военных действий в городе и царском квартале случился большой пожар. Античные авторы, описывая эти события, сильно противоречили друг другу: по Сенеке (De tranquilitate 9, 5) погибло 40 000 книг в Александрийской библиотеке, в то время как Павел Орозий (Oros., VI, 15, 3) приводил число в 400 000 книг, а Дион Кассий (XLII, 38) утверждал, что сгорели верфи, склады с хлебом и с книгами (вероятно, предназначенными к отправке в Рим), но не библиотека. Для восполнения ущерба Марк Антоний переместил в Египет всё собрание Пергамского мусейона, о чём свидетельствовал Плутарх.

### Мусейон в римскую эпоху. Упадок и прекращение деятельности

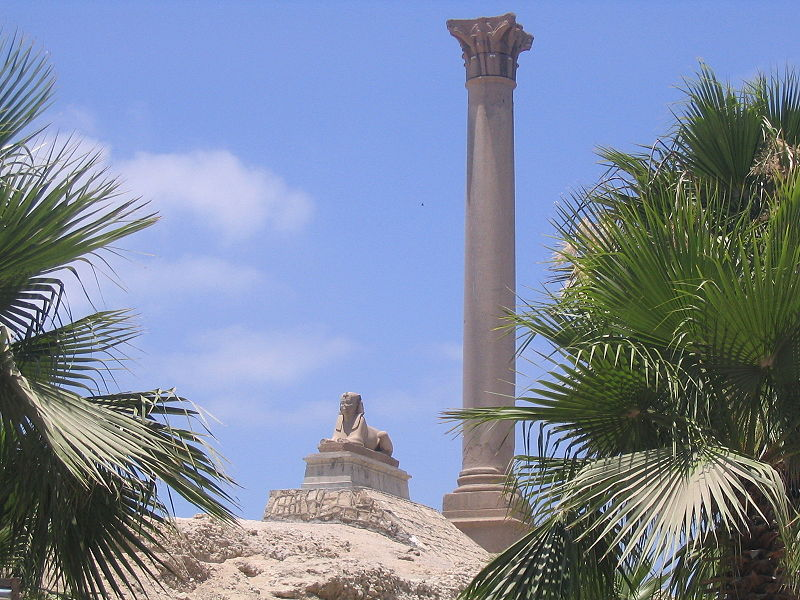
Помпеева колонна и Сфинкс обозначают руины Серапейона. Фото 2006 года

Мало изменился статус учреждения и после римского завоевания; попечение о мусейоне приняли на себя римские императоры, заведение даже посетил Октавиан Август. По сообщению Светония (Claud., 42, 2), император Клавдий пристроил дополнительное здание. Особенное внимание в римскую эпоху уделялось развитию филологии, известны александрийские учёные I—III веков, такие как Феон, Трифон, Апион. Некоторый подъём наблюдался в работе мусейона при Адриане и его преемниках — в это время работали филологи Аполлоний Дискол, Гарпократион и Гефестион, математик Менелай, врач Соран, астроном и географ Клавдий Птолемей. Теодор Моммзен, проанализировавший систему управления Римским Египтом, установил, что членство в мусейоне достаточно щедро предоставлял Адриан, это было видом вознаграждения. При императорах членство в Мусейоне не ограничивалось выдающимися учёными, но включало политиков, спортсменов и других людей, награждённых за лояльность императору. Вплоть до правления Антонина Пия, устойчивой тенденцией было совмещение должностей попечителя мусейона и александрийского префекта, а также главы коллегии царских врачей. Эти должности могли занимать только лица всаднического достоинства.
Император Каракалла временно приостановил членство в мусейоне в 216 году н. э. и, возможно, к этому времени центр обучения в Александрии переместился в Серапеум. Однако при его преемниках мусейон был восстановлен в последний раз: ещё в середине III века там преподавал Диофант Александрийский. Окончательный упадок наступил во время войны Зенобии и Аврелиана, когда Брухейон, комплекс дворцов и садов, в который входил мусейон, вероятно, был уничтожен пожаром по приказу императора Аврелиана (по сообщению Аммиана Марцеллина, XXII, 16), произошло это примерно в 269—270 или 273 году. Преподавание после этого ещё велось косвенно оказывая влияние на александрийских учителей христианской церкви; со времени Константина Великого мусейон встал в оппозицию к Александрийской школе. Неоплатонизм, ставший в III—IV веках господствующим мировоззрением александрийских интеллектуалов, иначе, чем старая древнегреческая религия, относился к материальному миру и собиранию предметов. Неоплатоников собираемые коллекции вещей интересовали как символы высшей духовной реальности. Например, распространённое в Античности собирание гемм и резных камней превратилось в учение о нахождении и использовании магической силы, заключённой в драгоценном камне. В период христианизации римского мира Серапеум превратился исключительно в культовое место, служители которого выступали ревностными защитниками язычества, в то время как мусейон наоборот начал терять свои религиозные функции.
Разрозненные упоминания в более поздних источниках свидетельствуют о том, что в IV веке мусейон всё ещё существовал, но мало что известно о его организации, и насколько он был богат и влияетелен. Философ Теон Александрийский (335—405 годы), отец ныне известной женщины-философа Гипатии, описан в энциклопедии X века «Суда» как «человек из мусейона» или главой мусейона. Захария Митиленский и Эней Газский оба упоминают о мусейоне в конце V века, как свидетельствовал Захария Митиленский в 530 году, там продолжали устраивать собрания и состязания в искусстве поэты, риторы и «проходящие обучение у грамматиков». В 2004 году польскими археологами недалеко от бывшей главной площади города были обнаружены помещения, датируемые V—VII веками, которые служили аудиториями или лекционными залами, поэтому их отнесли к части мусейона и условно назвали «Александрийским университетом». Неясно, когда и при каких обстоятельствах мусейон окончательно прекратил свою деятельность. Раннесредневековая Александрия по-прежнему оставалась центром интеллектуальной и культурной жизни, одним из последних известных преподавателей мусейона был Стефан Византийский, живший в начале VII века; город продолжал свои культурно-эстетические традиции вплоть до VII века, пока Египет не был захвачен арабо-мусульманской армией халифа Умара.

## Местоположение, план, структура

План античной Александрии в эпоху Птолемеев

С археологической точки зрения античная Александрия изучена фрагментарно. Выявлены лишь памятники римского времени, кроме того, раскопки в условиях плотно застроенного города сами по себе проблематичны. План римского города был реконструирован в 1870-е годы, когда ещё не началась перестройка старого города по европейским стандартам. В этот период был приблизительно обозначен район расположения мусея — между морем, центральной улицей античного города — Декуманумом — и агорой. Не удалось даже выяснить, куда именно выходили парадные колоннады дворцово-храмового комплекса. Экспедиция Э. фон Зиглина в 1910-е годы установила, что на территории предполагаемого царского квартала была целая цепь зданий, вытянутых вдоль моря; на этих участках было обнаружено большое число расписной керамики и мелкой пластики. Польские археологические экспедиции 1960-х годов установили ошибочность прежних локализаций Панея, ибо в районе площади Ком-эль-Дикка оказался античный театр. Поиски Панея, как и гробницы Александра, так и не принесли результатов; локализация библиотеки крайне сомнительна.
В 1990-е годы началось подводное археологическое исследование гавани древней Александрии, результаты которого публиковались с 1994—1995 годов. Руководитель раскопок — Жан-Ив Эмперёр — характеризовал их как «сенсационные». Оказалось, что все крупнейшие постройки римской Александрии, в том числе, по-видимому, и мусей, выходили фасадами к морю. Была открыта гранитная эспланада времён Северов, то есть построенная после 217 года. Однако поиски зданий мусея и библиотеки так ни к чему и не привели. Эмперёр посвятил раскопкам монографию, опубликованную в 2000 году.
Античные авторы в совокупности оставили достаточно подробные перечисления построек мусея, главной проблемой является их совмещение. Сведения о местоположении и устройстве мусейона приводил Страбон («География», XVII, 1, 8):

Мусей также является частью помещений царских дворцов; он имеет место для прогулок, «экседру» и большой дом, где находится общая столовая для учёных, состоящих при Мусее. Эта коллегия учёных имеет не только общее имущество, но и жреца — правителя Мусея, который прежде назначался царями, а теперь — Цезарем.
Оригинальный текст (др.-греч.)τῶν δὲ βασιλείων μέρος ἐστὶ καὶ τὸ Μουσεῖον͵ ἔχον περίπατον καὶ ἐξέδραν καὶ οἶκον μέγαν ἐν ὧι τὸ συσσίτιον τῶν μετεχόντων τοῦ Μουσείου φιλολόγων ἀνδρῶν. ἔστι δὲ τῆι συνόδωι ταύτηι καὶ χρήματα κοινὰ καὶ ἱερεὺς ὁ ἐπὶ τῶι Μουσείωι τεταγμένος τότε μὲν ὑπὸ τῶν βασιλέων νῦν δ᾽ ὑπὸ Καίσαρος.

Захария Митиленский описывал священный участок муз, который существовал ещё в 530-е годы; по-видимому, к нему примыкали храмы Пана, Исиды, Сераписа и царский некрополь. Это доказывается тем, что у Страбона священные участки упоминаются во множественном числе. По Страбону архитектурным ядром мусейона являлся перипат и экседра (др.-греч. περίπατον καὶ ἐξέδραν); по-видимому, это был большой зал для диспутов и лекций, устроенный, вероятно, по образцу Академии Платона. Страбон упоминает также «Большой дом» (др.-греч. οἶκον μέγαν) со столовой (др.-греч. συσσίτιον). До сих пор неясно, было ли это жилищем для придворных учёных или оно располагалось в другом месте. У Каллимаха (Epigr., 2) упоминается некая «лесха» (др.-греч. λέσχη — 'помещение для собраний'), но из контекста непонятно, является ли это обозначением экседры или самостоятельного строения.
Самым примечательным является то, что все перечисленные постройки описывались Страбоном как часть царского дворца, собственно же здание библиотеки не упоминается вовсе. Помещения для хранения и переписывания книг фиксировались при раскопках в Серапеуме; по аналогии с пергамским храмом Афины, афинской Адриановой библиотекой и римской библиотекой Аполлона Палатинского выясняется, что в Античности их располагали не в закрытых помещениях, а в портиках.
По Страбону, непосредственно за мусейным комплексом был поминальный храм с усыпальницей Александра Великого, там же были гробницы Птолемеев и храм обожествлённого Юлия Цезаря. Цезарь в «Записках о гражданской войне» (III, 112) писал, что к царскому комплексу примыкал театр, а Витрувий (I, 8, 1) утверждал, что эллины традиционно совмещают театр с храмами Исиды и Сераписа.

## Штат мусейона

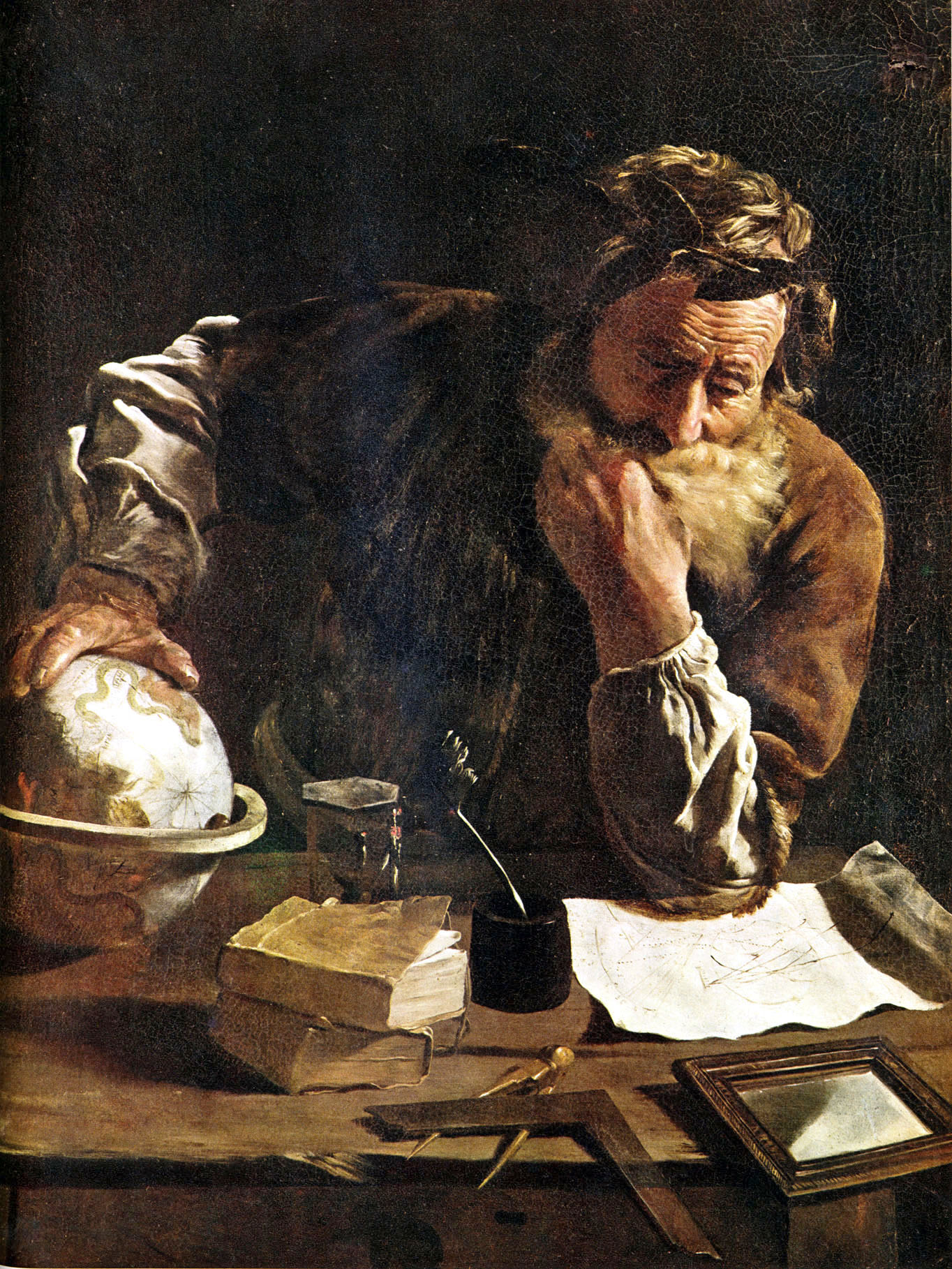
Архимед. Картина Доменико Фетти, 1620

Страбон описывал организацию мусея как «синод» (др.-греч. συνόδος) под руководством жреца, назначенного царской властью. Эти порядки сохранялись несколько столетий: в одной из надписей эпохи Адриана указывается, что попечитель-эпистат (др.-греч. ἐπιστάτης) мусея одновременно был верховным жрецом Александрии и всего Египта. В той же надписи упоминалось, что тот же жрец-попечитель заведовал греческой и латинской библиотеками в Риме, по-видимому — при храме Аполлона Палатинского, обустроенного по образцу мусея. При первом из Птолемеев верховным жрецом-архиереем был Манефон.
Учёные члены мусея также назначались царём, который предоставлял им «общие средства» (др.-греч. χρήματα κοινά). Интерпретация этого пассажа представляет сложности. Об организации института почти ничего не известно. В первый век существования мусея эпистат был и воспитателем наследника престола. При первых Птолемеях эту должность занимали исключительно знаменитые деятели культуры — Зенодот Эфесский, Каллимах из Кирены, Эратосфен, Аполлоний Родосский, Аристофан, Аристарх Самофракийский. Из текста Афинея (XI, 494a) известно, что в мусее был и казначей, а также велась финансовая документация. Общее количество сотрудников института, вероятно, не превышало 50 человек, они не образовывали замкнутой группы, связанной таинствами посвящения. Примеры Стратона или Архимеда показывают, что иностранные учёные могли приезжать в Александрию на несколько лет. Соответственно, учёные получали полное содержание — «кормление» и жалованье, не считая разовых выплат за те или иные реализованные проекты. Судя по эпиграфическим памятникам, до начала III века члены мусейона освобождались от налогов и, вероятно, общественных повинностей.
В источниках ничего не говорится о внутреннем подразделении мусейона и профессиональных направлениях, разрабатываемых его сотрудниками. Обо всём этом содержатся лишь косвенные свидетельства в позднеримских литературных источниках. Аммиан Марцеллин (XII, 16) утверждал, что при нём весь квартал Брухейон был заселён учёными людьми. Афиней (IV, 184c), перечисляя учёных и сотрудников мусея, изгнанных Птолемеем VIII, упоминает философов, грамматиков, геометров-землемеров, изографов-живописцев, учителей гимнастики. Элий Лампридий в биографии Александра Севера (44) оставил свидетельства о благодеяниях императора по отношению к александрийским учёным, репрессированным при Каракалле. В пострадавшем от пожара городе была возведена новая набережная с порфировой колоннадой, одновременно позаботились и о людях. Риторам, грамматикам, медикам, гадателям, математикам, механикам и архитекторам вновь предоставили помещения для занятий и стали выплачивать содержание. По мнению В. П. Поршнева, это указывает, что служители муз делились как минимум на две большие категории: во-первых, поэты и религиозные деятели, чья профессия была отмечена божественной одержимостью; во-вторых — учёные, которые изучали и систематизировали результаты божественной и человеческой деятельности, то есть естествоиспытатели, историки и описатели предметов искусства. Таким образом, мусейон был и творческой мастерской, и местом образования и воспитания. Последняя функция, приближавшая мусей к возникшим позднее университетам, стала заметнее в римскую эпоху.

## Функции

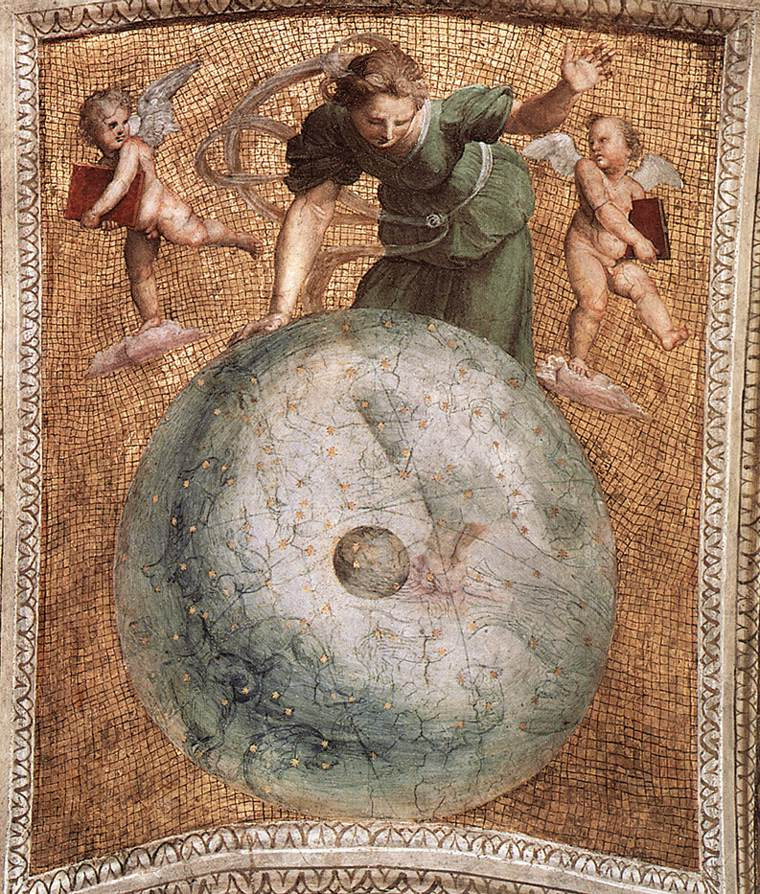
Перводвигатель. Фреска Рафаэля с купола Станцы делла Сеньятура, 1509—1511 годы

Александрийский мусейон был в первую очередь храмом, в котором учёные на государственной службе одновременно исполняли жреческие обязанности. Предположительно, результаты научных исследований были заданы разделяемым всеми школами древнегреческой философии учением о мировой гармонии, вера в которую была важнее эмпирических данных. Мусей был базой, на которой осуществлялось становление Александрийской школы и возник неоплатонизм — позднеантичная религиозная философия, в которой музы считались богами-хранителями.
Мусическая деятельность в форме состязаний поэтов и учёных сохранялась до сравнительно поздних времён. Например, С. Я. Лурье в монографии об Архимеде писал, что в конце эллинистического периода вошёл в моду обычай, возрождённый в европейских академиях XVII—XVIII веков. Когда какому-либо математику удавалось открыть или доказать новую теорему, прежде чем опубликовать её доказательство, он сообщал свои выводы крупнейшим из своих соперников (Архимед все свои открытия отправлял на перепроверку Конону — крупнейшему математику его современности). Полный цикл доказательства сразу сообщался только ученикам, ещё не приобретшим имени. Известна также многолетняя дискуссия и соперничество Каллимаха с Аполлонием Родосским, где состязание поэтов сочеталось с филологической дискуссией на тему: допустимо ли написание эпических поэм после Гомера или большие сюжеты необходимо разбить на множество произведений камерной формы. Создаваемые поэтические произведения исполнялись при богослужениях. Иными словами, литература и филология питались из одного — мифологического — источника, а создаваемая для работы учёных-жрецов среда должна была способствовать «мусическому экстазу».
Мусей служил для создания и поддержания эстетической среды, позволяющей воспринимать образы богов и героев в передаче поэтов и актёров; вербальная форма выражения считалась первичной и основной. В этом же контексте следует воспринимать специфический античный жанр словесного описания произведений пластики и живописи, представленный текстами Каллистрата, Филостратов — Старшего и Младшего; по-видимому, многие описываемые ими произведения никогда не существовали в действительности. Александрийский мусейон стал площадкой развития филологии и текстологии, сначала в специфическом — мифологическом — аспекте. Для греческой общины в египетском окружении изучение олимпийской мифологии стало механизмом самосохранения в инокультурной и иноязычной среде. Несмотря на размах эмпирической деятельности в области естествознания, главным достижением школы мусея стало создание мифологической картины мироздания, догматизированной в трудах Клавдия Птолемея — с неподвижной Землёй, расположенной в центре Вселенной, и вращающимися небесными сферами, которые издают космическую музыку, теория которой разрабатывалась пифагорейцами и платониками. Даже механические устройства Герона в первую очередь использовались для храмовых нужд, в том числе автоматического открывания дверей перед верующими или для продажи святой воды; связь их с мировыми стихиями, приводящими механизмы в действие (пар, огонь, вода, сжатый воздух), и сакральное предназначение выводило работу учёных-механиков за пределы ремесла, к которому интеллектуалы Античности относились с презрением.

## Комментарии
1. ↑  В русской научной и культурной традиции не устоялось единого написания: «мусейон», «мусей» или даже «музейон». В последнем случае подчёркивается связь учреждения с мусическими культами[1].